# Mertensia jenissejensis
Mertensia jenissejensis là loài thực vật có hoa trong họ Mồ hôi. Loài này được Popov mô tả khoa học đầu tiên.